# Lemurer
Lemurer (latin: Lemuroidea), også kaldet makier, er primater i gruppen halvaber, der er endemiske for Madagaskar og nogle nærliggende øer. De lever i træer og er natdyr med veludviklet lugtesans. Der findes mellem 50 og 100 forskellige arter af lemurer, men antallet af arter er omdiskuteret, ligesom deres klassifikation. Nogle eksperter foretrækker at placere de fleste lemurer i den taksonomiske infraorden Lemuriformes, mens andre placerer alle nulevende halvaber i Lemuriformes med alle lemurer i overfamilien Lemuroidea og alle lorier og galagoer i overfamilien Lorisoidea.

## Udseende og levevis
Lemurer varierer i størrelse fra 30 gram for musemaki (Microcebus) til 9 kg hos indri. Indtil kort efter mennesket kom til øen for omkring 2000 år siden fandtes lemurer så store som hangorillaer. Lemurer er generelt de mest sociale af halvaberne og kommunikerer i højere grad med lugte og lyde end med visuelle signaler. De fleste æder et stort udvalg af frugter og blade, mens nogle er specialister.

## Etymologi
Navnet lemur kommer af det latinske ord for "ånder" eller "genfærd", lemures, fra romersk mytologi. Det blev først brugt om lorier af slægten Loris fra Indien og Sri Lanka på grund af disses natlige levevis og langsomme bevægelser, men bruges nu om primaterne på Madagaskar.

## Truet af udryddelse
Mange lemurarter er truet af udryddelse på grund af tab af levesteder og jagt. Selv om lokale traditioner generelt hjælper med til at beskytte lemurer og deres skove, så underminerer ulovlig skovhugst, udbredt fattigdom og politisk ustabilitet bestræbelserne på at bevare dem. På grund af disse trusler og det faldende antal lemurer betragter organisationen International Union for Conservation of Nature (IUCN) lemurer for verdens mest truede pattedyr og angav i 2013, at 90 % af alle lemur-arter står over for udryddelse i løbet af de næste 20-25 år.

## Klassifikation

### Familier
Der er uenighed om, hvordan lemurer skal klassificeres, men dog enighed om, at de nulevende arter af lemurer opdeles i fem familier:
- Dværglemurer (Cheirogaleidae)
- Fingerdyr, arten aye-aye (Daubentoniidae)
- Indrier (Indriidae)
- Ægte lemurer (Lemuridae)
- Væsellemurer (Lepilemuridae)

### Familiernes indbyrdes slægtskab
I en almindeligt anvendt taksonomi indeholder infraordnen Lemuriformes alle nulevende halvaber i to overfamilier, Lemuroidea (lemurer) og Lorisoidea (lorier og galagoer). Alternativt placeres lorier og galagoer undertiden i deres egen infraorden, Lorisiformes, adskilt fra lemurer. I en tredje taksonomi er aye-ayen placeret i sin egen infraorden, Chiromyiformes, de øvrige lemurer i Lemuriformes samt lorier og galagoer i Lorisiformes.
| 2 infraordner | 3 infraordner | 4 infraordner |
| --- | --- | --- |
| - Infraorden †Adapiformes - Infraorden Lemuriformes - Overfamilie Lemuroidea - Familie †Archaeolemuridae - Familie Cheirogaleidae - Familie Daubentoniidae - Familie Indriidae - Familie Lemuridae - Familie Lepilemuridae - Familie †Megaladapidae - Familie †Palaeopropithecidae - Overfamilie Lorisoidea | - Infraorden †Adapiformes - Infraorden Lemuriformes - Overfamilie Lemuroidea - Familie †Archaeolemuridae - Familie Cheirogaleidae - Familie Daubentoniidae - Familie Indriidae - Familie Lemuridae - Familie Lepilemuridae - Familie †Megaladapidae - Familie †Palaeopropithecidae - Infraorden Lorisiformes | - Infraorden †Adapiformes - Infraorden Chiromyiformes - Infraorden Lemuriformes - Overfamilie Cheirogaleoidea - Familie Cheirogaleidae - Overfamilie Lemuroidea - Familie †Archaeolemuridae - Familie Indriidae - Familie Lemuridae - Familie Lepilemuridae - Familie †Megaladapidae - Familie †Palaeopropithecidae - Infraorden Lorisiformes |